# Liste des gouverneurs du Poitou
Cet article présente une liste des gouverneurs du Poitou de 1545 jusqu'à la fin du XVIIIe siècle.
| Début             | Fin              | Identité                                                                       |
| ----------------- | ---------------- | ------------------------------------------------------------------------------ |
| 27 février 1545   | 21 août 1557     | Jean de Daillon du Lude                                                        |
| 10 août 1560      | 11 juillet 1585  | Guy de Daillon du Lude.                                                        |
| 1585              | 13 décembre 1603 | Jean de Chourses, seigneur de Malicorne.                                       |
| 16 décembre 1603  | 1616             | Maximilien de Béthune (Duc de Sully).                                          |
| 25 juin 1616      | 27 décembre 1621 | Henri II de Rohan.                                                             |
| 14 janvier 1622   | février 1633     | François V de La Rochefoucauld.                                                |
| 15 février 1633   | 1646             | Henri comte de Parabère, marquis de La Mothe-Saint-Héraye, baron de Pardaillan |
| 3 novembre 1646   | août 1651        | François VI de La Rochefoucauld.                                               |
| 22 août 1651      | 1664             | Artus Gouffier de Roannez.                                                     |
| 12 septembre 1664 | 1676             | Charles II de La Vieuville.                                                    |
| 1676              | 1719             | René-François de La Vieuville.                                                 |
| 29 avril 1719     | 4 mai 1727       | Louis Armand II de Bourbon, prince de Conti.                                   |
| 7 juin 1727       | 2 août 1776      | Louis François de Bourbon-Conti.                                               |
| 5 août 1776       | 18 novembre 1785 | Louis-Philippe Joseph, à partir du 18 janvier 1785, duc d'Orléans.             |
| 5 décembre 1785   | 1er janvier 1791 | Louis-Philippe, duc de Chartres puis duc d'Orléans.                            |